# Raffaellino del Garbo
Pour les articles homonymes, voir Garbo.
Raffaellino Capponi, dit Raffaellino del Garbo ou encore Raffaele dei Carli) (né en 1466 à San Lorenzo a Vigliano dans la province de Florence - mort en 1524 à Florence) est un peintre italien de la haute Renaissance appartenant à l'école florentine.

## Biographie
Formé à l'atelier de Filippino Lippi, Raffaellino del Garbo fut influencé également par Pinturicchio et Lorenzo di Credi.

Angelo di Cosimo di Mariano (dit Il Bronzino) a été son élève. Ce fut aussi le cas pour Andrea del Sarto : ce lien semble être confirmé par une toile L'incarnation de la Vierge, peinte par Raffaellino pour le grand autel de l'église San Michele à San Salvi, ceci pour le même client qui confia à Andrea del Sarto l’exécution de la fresque « La dernière Cène » dans le réfectoire, toujours à San Salvi.

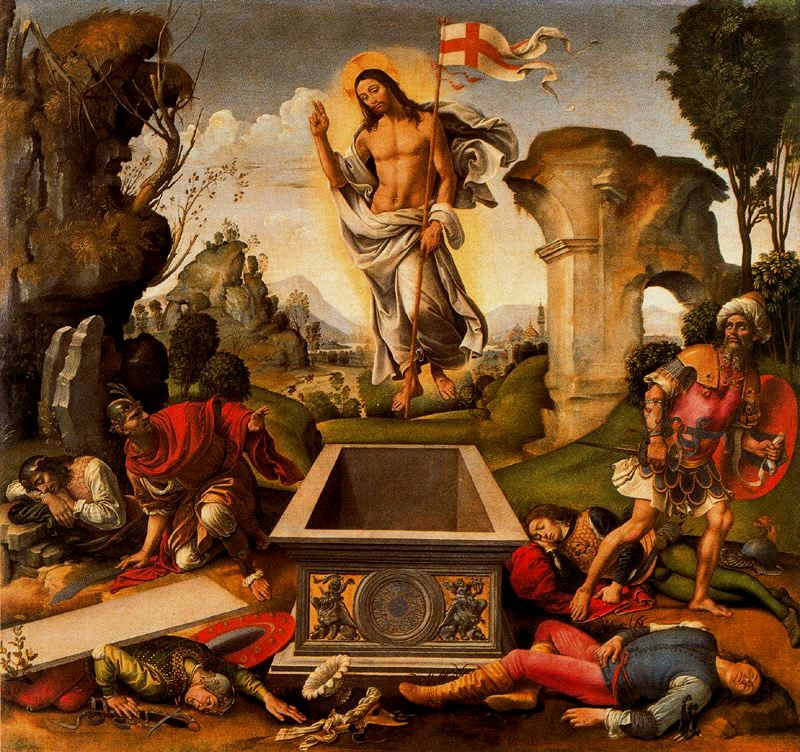
La Résurrection
v. 1510, Florence

## Œuvres
- La  Resurrection, v. 1510, huile sur bois, 47 × 41 cm, Galleria dell'Accademia de Florence. Peint à la demande de la Famille Capponi pour orner l'autel de la chapelle du Paradis dans l'église de San Bartolomeo à Monteoliveto à Florence[1]
- Le plafond de la chapelle Carafa de l'église  di Santa Maria sopra Minerva à Rome
- L'Incoronazione della Vergine (Musée du Louvre, Paris)
- La Vierge et l'Enfant et saint Jean, tondo, tempera sur bois, diamètre 85 cm, Musée de Capodimonte, Naples[2]